# Ashiestiel House
Ashiestiel House, auch Ashiesteel House, ist eine Villa nahe der schottischen Ortschaft Ashiestiel in der Council Area Scottish Borders. 1971 wurde das Bauwerk in die schottischen Denkmallisten in der höchsten Denkmalkategorie A aufgenommen.

## Geschichte

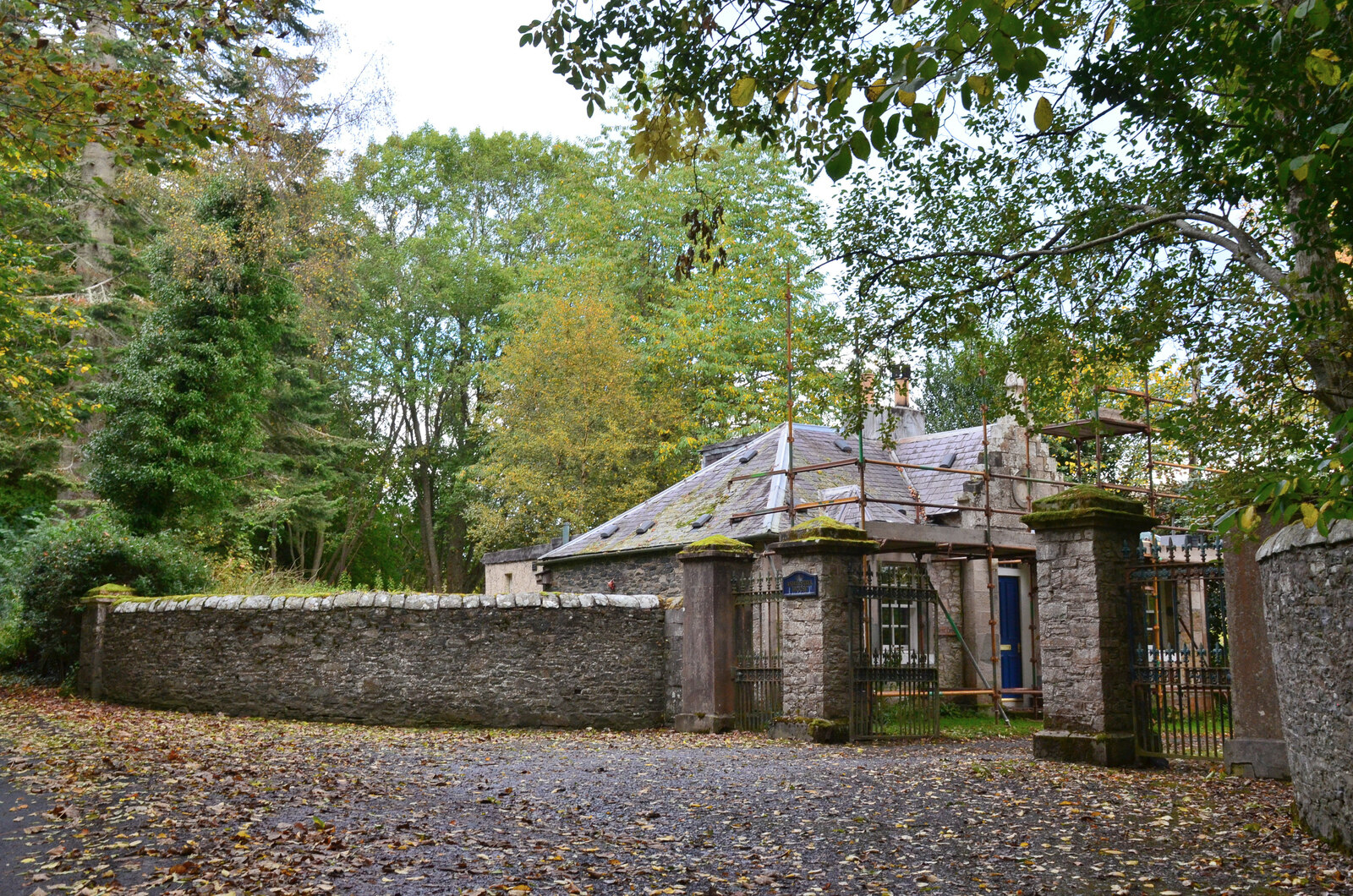
Westpforte von Ashiestiel House

Im Jahre 1588 besaß Thomas Ker of Ferniehurst die Ländereien von Echesteile. Ashiestiel House entstand in seinen heutigen Ausmaßen in mindestens vier Bauphasen. Die Keimzelle bildete ein um 1660 errichtetes Gebäude, das etwa 13 m × 7 m umfasste. Zwischen 1804 und 1812 bewohnte der Schriftsteller Walter Scott Ashiestiel House.

## Beschreibung
Ashiestiel House liegt am rechten Tweed-Ufer am Westrand von Ashiestiel. Die zweistöckige Villa ist in einen sanften Hang gebaut, sodass an der Nordseite, zum Tweed hin, das Untergeschoss freiliegt. Während das Gesamtbild stilistisch auf das 19. Jahrhundert hindeutet, stammen die meisten Gebäudeteile aus zwei Bauphasen im 18. Jahrhundert. Die ältesten Fragmente sind auf Grund ihrer größeren Mauerstärke an der Nordostseite identifizierbar. Obschon die Giebel aus unterschiedlichen Bauphasen stammen, sind sie als gleichförmige Staffelgiebel gestaltet. Dies deutet darauf hin, dass sie im Laufe des 18. Jahrhunderts an allen Giebeln ergänzt wurden. Auch die Dachgauben wurden vermutlich in dieser Phase hinzugefügt. Die Fassaden von Ashiestiel House sind mit Harl verputzt. Im Innenraum ist ein ornamentierter offener Kamin hervorzuheben.